# Мавлютова, Матрёна Степановна
Матрёна Степановна Мавлютова (в девичестве — Белякова) (1908 год — 27 июня 1999) — звеньевая колхоза «Искра» Манчажского района Свердловской области. Герой Социалистического Труда (1958).

## Биография
Родилась в 1908 году в деревне Озёрки Красноуфимского уезда Пермской губернии.
В 1930 году вместе с мужем Умугбаем вступила в колхоз «Искра» Манчажского района. В 1953 году была назначена звеньевой картофелеводческого звена.
В 1953 году звено под управлением Матрёны Мавлютовой собрало в среднем по 250 центнеров картофеля с каждого гектара на участке площадью 50 гектаров вместо запланированных 150 центнеров. В 1957 году было собрано в среднем по 505 центнеров картофеля с каждого гектара на участке площадью 150 гектаров. Указом Президиума Верховного Совета СССР от 8 марта 1958 года «за выдающиеся успехи, достигнутые в увеличении сдачи государству сельскохозяйственных продуктов» удостоена звания Героя Социалистического Труда с вручением ордена Ленина и золотой медали «Серп и Молот».
Неоднократно участвовала во Всесоюзной выставке ВДНХ в Москве. Избиралась делегатом XXII съезда КПСС.
Проживала в деревне Озёрки Манчажского района (с 1963 года — Красноуфимского).
Скончалась 27 июня 1999 года.

## Награды
- Герой Социалистического Труда — указом Президиума Верховного Совета СССР от 8 марта 1958 года
- Орден Ленина
- Большая серебряная медаль ВДНХ (1955)